# Halosaurus pectoralis
Halosaurus pectoralis es una especie de pez del género Halosaurus.

## Descripción
Es una especie marina batidemersal cuyo rango de profundidad es 600-1270 m. Puede medir 32-68,0 cm (26,77 pulgadas), cuerpo amarillo, blanco rosado o rosado muy similar al de una anguila, además es moderadamente comprimido, la cabeza es de un color más claro y cuenta con 10-13 radios blandos dorsales. En un ejemplar reportado se evindeció que parte del cuerpo y el opérculo eran de un color ligeramente plateado. La línea lateral se extiende hasta el origen de la aleta pélvica.

## Distribución y hábitat
Se distribuye a lo largo de Nueva Gales del Sur, Queensland, Australia Meridional, Tasmania, Victoria y Australia Occidental, también en la elevación de Lord Howe y el río Norfolk; al sureste de la India y suroeste del Pacífico. Habita en los taludes continentales.